# Salona
Salona (grč. Σάλωνα), antička metropola rimske provincije Dalmacije smještena na središnjem dijelu istočnojadranske obale. U antici je bila glavni grad rimske provincije, da bi u vrijeme seobe naroda bila napuštena, a poslije se istočno od razvalina antičkog grada razvio hrvatski srednjovjekovni grad Solin.

## Zemljopisni položaj
Šest kilometara sjeverno od Splita u današnjem Solinu nalaze se ostaci antičkog grada Salone, metropole rimske provincije Dalmacije. Povoljan zemljopisni položaj na sredini istočne jadranske obale i smještaj u dnu zaštićenog Kaštelanskog zaljeva, uz deltu rijeke Salon (danas Jadro), te dobra cestovna povezanost s unutrašnjosti, preko kliškog prijevoja, uvjetovali su brz i nesmetan razvoj grada.

## Povijest
Salona je prvotno bila obalno uporište i luka ilirskih Delmata u neposrednoj blizini Traguriona i Epetiona, kolonija koje su u 3. stoljeću pr. Kr. osnovali isejski Grci. U to vrijeme u Saloni je pored domaćih Ilira i grčkih doseljenika živio i velik broj Italika. U vrijeme rimskih sukoba s Ilirima za prevlast na istočnojadranskoj obali, u Saloni je 119. pr. Kr. boravio rimski prokonzul Lucije Cecilije Metel, koji je zbog svojih pobjeda nad Ilirima prozvan Dalmatik (Dalmaticus).
Nakon građanskog rata između Cezara i Pompeja, 48. g. pr. Krista Salona je dobila status rimske kolonije s punim naslovom Colonia Martia Ivlia Salona, te postaje središtem Ilirika, kasnije provincije Dalmacije.
Nakon gušenja posljednje ilirske pobune (Batonov ustanak, od 6. do 9. god.) za Salonu nastupa razdoblje mira i prosperiteta vidljivo kroz urbanistički razvoj i snažnu graditeljsku aktivnost.
Stara gradska jezgra bila je trapezastog oblika opasana zidinama i utvrđena kulama čiji pojedini dijelovi potječu iz 2. st. pr. Krista. Do danas se sačuvao istočni trakt gradskih zidina građen od velikih kamenih blokova s vratima omeđenim osmerokutnim kulama iz Augustova vremena (Porta Caesarea). Od njih je kretala cesta čiji je jedan pravac skretao prema jugoistoku i jugu, dok je drugi vodio na sjever prema unutrašnjosti.
Nagli razvoj grada u vrijeme Augusta i kroz cijelo prvo stoljeće pratila je gradnja javnih objekata. U jugoistočnom dijelu sagrađen je forum s kapitolijem kao središtem javnog, političkog i vjerskog života. U blizini foruma je krajem 1. stoljeća podignuto kazalište koje je moglo primiti oko 3500 gledatelja. Prikaz Salone na kojemu se vidi teatar nalazi se na Trajanovu stupu u Rimu.
Južno od kazališta nalazio se ranije sagrađeni hram. Izvan gradskih zidina, uz ceste koje su vodile izvan grada, prema rimskom običaju nastajale su nekropole. Najpoznatija je zapadna nekropola, nazvana in horto Metrodori, smještena uz cestu prema Tragurionu i poznata po "kiklopskoj" gradnji ogradnih zidova grobnih parcela. Od 1. st. pr. Krista grad se širi na zapad i istok, a zbog opasnosti od germanskih plemena proširenja se opasuju zidinama i utvrđuju pravokutnim kulama. Grad dobiva eliptičan oblik čije su osi bile oko 1600 metara u pravcu istok-zapad i oko 700 metara u pravcu sjever-jug.
Prilikom gradnje bedema pojedini objekti, radi brže gradnje, postaju njihovim sastavnim dijelom. U bedeme su inkorporirani nadzemni dio vodovoda koji je grad opskrbljivao pitkom vodom s izvora Jadra već u 1. st. pr. Krista i najmonumentalnija salonitanska građevina amfiteatar, podignuta u drugoj polovici 2. st. na krajnjem sjeverozapadnom dijelu grada.
Ova rimska građevina, u čijoj su se areni odvijale krvave borbe gladijatora i zvijeri, mogla je primiti gotovo 19.000 gledatelja. U supstrukcijama gledališta otkrivena su dva svetišta božice sudbine i osvete Nemeze koju su štovali gladijatori. Kršćani su kasnije ta svetišta pretvorili u memorijalne kapele u spomen na kršćanske mučenike ubijene u areni.
Na području istočnog gradskog proširenja otkriveni su dijelovi stambenih objekata i ostaci gradske inzule, a jugoistočno od Porte Caesaree ruševine jedne luksuzne vile, vjerojatno praetoriuma, palače namjesnika provincije. Podovi palače ukrašeni su višebojnim mozaicima s prikazom likova iz mitologije (Apolon, Triton, Orfej).
U Saloni je otkriven veći broj privatnih i javnih termi. Najbolje su očuvane Velike gradske terme s kraja 2. stoljeća u istočnom dijelu grada.
Značajno razdoblje u razvoju grada bila je vladavina cara Dioklecijana koji je nedaleko Salone sagradio veličanstvenu palaču u koju se povlači nakon abdikacije 1. svibnja 305. godine, od kada se računa postojanje grada Splita.
U njegovo vrijeme grade se mnoge monumentalne građevine, obnavljaju forum, hramovi i terme te dograđuje amfiteatar. U to doba Salona s okolicom ima oko 60.000 stanovnika, a u gradu vlada snažan kozmopolitski duh. Pored službene rimske religije u Saloni su egzistirala razna orijentalna vjerovanja kao kultovi Izide, Kibele, a osobito je bilo rašireno štovanje maloazijskog božanstva sunca Mitre, čija svetišta su pronađena na više mjesta unutar grada.
Od sredine 3. stoljeća u Saloni se razvija kršćanska zajednica, što se vezuje uz djelovanje prvoga salonitanskog biskupa Venancija, koji je došao iz Rima sa zadaćom organiziranja Crkve u Saloni i širenja kršćanstva u unutrašnjosti provincije. Za vladavine cara Dioklecijana (284. – 305.) njegov je nasljednik, biskup Domnius, porijeklom iz Sirije, stradao u progonima kršćana 304. godine. Uz njega, mučeni su i smaknuti brojni drugi kršćani s područja Salone, uključujući Anastazija, svećenika Asterija te četiri vojnika Dioklecijanove tjelesne straže (Antiohijan, Gajan, Telij i Paulinijan).
Nakon što je rimski car Konstantin izdao 313. godine tzv. Milanski edikt kojim kršćanima dopušta slobodno ispovijedanje vjere, a jedan od njegovih nasljednika car Teodozije Veliki krajem 4. stoljeća kršćanstvo proglasio jedinom dopuštenom religijom, uvelike se promijenio urbanistički razvoj grada. Središte grada premješteno je s foruma u istočni dio grada, gdje je početkom 5. stoljeća podignut episkopalni centar s dvojnim bazilikama, krstionicom i biskupskom palačom.
Početkom 5. stoljeća salonitanski biskup postao je metropolitom Dalmacije, a u Saloni su 530. i 533. godine održana dva značajna crkvena sabora svih dalmatinskih biskupa.
Nakon podjele Carstva 395. godine provincija Dalmacija pripala je zapadnom dijelu, a nakon pada zapadnog Rimskog Carstva 476. godine, Salona se našla u sastavu države ostrogotskog kralja Odoakara.

## Znanost
Prva značajnija arheološka iskapanja na lokalitetu Salone, osobito mjesta starokršćanskih bazilika i groblja, provodio je don Frane Bulić, krajem 19. stoljeća. Dao je sagraditi memorijalnu zbirku i radni prostor Arheološkog muzeja u povodu Prvog međunarodnog kongresa starokršćanske arheologije održanog 1894. godine u Solinu.
Doprinos istraživanju Salone dali su i drugi znanstvenici poput fra Luje Maruna, povjesničara Mirka Cecića te arheologa Mihovila Glavinića.